# Anhænger
En anhænger er en vogn, der er beregnet til at spænde efter et køretøj. Typisk benyttes en cykel, en bil, en traktor eller en lastbil til at trække en anhænger. I lovgivningen hedder en anhænger en påhængsvogn. På nudansk benyttes også det engelske låneord trailer om en anhænger.
Der findes flere typer bilanhængere:
- (personvogns)trailere og campingvogne – fastgøres med kuglekobling, populært kaldet for en "jydekrog"
- kærrer eller påhængsvogne – fastgøres med kærretræk
- skurvogne – fastgøres i kærretræk eller det mere simple skurvognstræk
- sættevogne – fastgøres med en skammel på sættevognstrækkeren og en hovedbolt (kongebolt) på sættevognen

Ordet "anhænger" er et af de få tyske låneord, der er kommet ind i dansk under besættelsen.